# سبنسر ترومان أولين
سبنسر ترومان أولين (بالإنجليزية: Spencer Truman Olin)‏ هو شخصية أعمال أمريكي، ولد في 20 أغسطس 1900 في ألتون في الولايات المتحدة، وتوفي في 14 أبريل 1995 في Jupiter Island ‏ في الولايات المتحدة.